# CSD Huracán Buceo
CSD Huracán Buceo is een Uruguayaanse voetbalclub uit de hoofdstad Montevideo. De club speelde in de hoogste divisie van 1970 tot 1991, 1993, en opnieuw van 1996 tot 2001. Na financiële problemen moest de club in 2009 het profstatuut opgeven en werd een amateurclub. 

## Bekende (oud-)spelers
- José Luis Russo